# Ланг, Франц Таддеус
Франц Таддеус Ланг (нем. Franz Thaddaeus Lang; 1693—1773) — ювелир, мастер традиционного южнонемецкого серебра периода барокко, родом из Тироля. Работал преимущественно в Аугсбурге. Изготавливал главным образом церковные, литургические предметы: кубки, чаши, дискосы. Среди сохранившихся работ, отмеченных городским клеймом Аугсбурга и маркой Ланга, имеются чаши в соборе Аугсбурга, а также образцы в Музее Виктории и Альберта в Лондоне, Венгерском национальном музее в Будапеште и в частных собраниях.
Однофамилец тирольского мастера Александр Ланг — художник-медальер, ученик немецкого медальера Иоганна Бальтазара Гасса (с 1760 г. работавшего в России), родился и работал в 1770—1780-х годах в Санкт-Петербурге.